# Moadon Kaduregel Hapoel Tel Aviv 2024-2025
Questa voce raccoglie le informazioni riguardanti il Moadon Kaduregel Hapoel Tel Aviv nelle competizioni ufficiali della stagione 2024-2025.

## Maglie e sponsor
|  | 1ª divisa | 2ª divisa | 3ª divisa |

## Rosa
| N. |                       | Ruolo | Calciatore         |
| -- | --------------------- | ----- | ------------------ |
| 1  | Israele (bandiera)    | D     | Robi Levkovich     |
| 2  | Israele (bandiera)    | D     | Yazen Nassar       |
| 3  | Israele (bandiera)    | D     | Ziv Morgan         |
| 4  | Israele (bandiera)    | C     | Goni Naor          |
| 5  | Israele (bandiera)    | D     | Or Israelov        |
| 6  | Israele (bandiera)    | C     | El Yam Kancepolsky |
| 7  | Israele (bandiera)    | A     | Roy Korine         |
| 8  | Israele (bandiera)    | C     | Ran Binyamin       |
| 9  | Serbia (bandiera)     | A     | Milan Makarić      |
| 10 | Israele (bandiera)    | A     | Rotem Hatuel       |
| 11 | Israele (bandiera)    | A     | Stav Turiel        |
| 14 | Israele (bandiera)    | A     | Ben Sahar          |
| 15 | Israele (bandiera)    | C     | Roee Alkokin       |
| 17 | Israele (bandiera)    | C     | Ariel Cohen        |
| 20 | Colombia (bandiera)   | C     | David Cuperman     |
| 21 | Israele (bandiera)    | D     | Shahar Piven       |
| 26 | Israele (bandiera)    | A     | Liran Rotman       |
| 27 | Portogallo (bandiera) | C     | Henrique Jocú      |
| 28 | Israele (bandiera)    | D     | Ido Vaier          |

| N. |                           | Ruolo | Calciatore        |
| -- | ------------------------- | ----- | ----------------- |
| 33 | Stati Uniti (bandiera)    | P     | Matthew Frank     |
| 34 | Serbia (bandiera)         | D     | Goran Antonić     |
| 35 | Israele (bandiera)        | C     | Amit Lemkin       |
| 55 | Israele (bandiera)        | P     | Ido Sharon        |
| 70 | Israele (bandiera)        | D     | Roy Herman        |
| 71 | Israele (bandiera)        | A     | Ahmed Abed        |
| 77 | Israele (bandiera)        | C     | Yaakov Brihon     |
| 99 | Israele (bandiera)        | A     | Itamar Shviro     |
| -- | Israele (bandiera)        | P     | Dor Benyamini     |
| -- | Israele (bandiera)        | D     | Yishay Brosh      |
| -- | Israele (bandiera)        | C     | Yuval Cohen       |
| -- | Brasile (bandiera)        | C     | Dudu              |
| -- | Israele (bandiera)        | D     | Ofer Gelbard      |
| -- | Costa d'Avorio (bandiera) | A     | Ange Drone Kouame |
| -- | Israele (bandiera)        | A     | Ron Talmi         |
| -- | Israele (bandiera)        | D     | Avi Turgeman      |
| 18 | Israele (bandiera)        | C     | Tal Archel        |
| 45 | Israele (bandiera)        | A     | Sadi Genis        |

## Trasferimenti

### Sessione estiva
| Acquisti         | Acquisti            | Acquisti             | Acquisti                     |
| R.               | Nome                | da                   | Modalità                     |
| ---------------- | ------------------- | -------------------- | ---------------------------- |
| C                | Goni Naor           | Maccabi Haifa        | prestito oneroso (24 mila €) |
| A                | Milan Makarić       |                      | definitivo (svincolato)      |
| A                | Liran Rotman        |                      | definitivo (svincolato)      |
| D                | Goran Antonić       |                      | definitivo (svincolato)      |
| C                | Dudu                |                      | definitivo (svincolato)      |
| D                | Yazen Nassar        |                      | definitivo (svincolato)      |
| A                | Ben Sahar           |                      | definitivo (svincolato)      |
| D                | Ido Vaier           |                      | definitivo (svincolato)      |
| P                | Rubi Levkovich      |                      | definitivo (svincolato)      |
| D                | Maks Čelić          | Borac Banja Luka     | definitivo (?)               |
| A                | Roy Korine          | Maccabi Natanya      | prestito                     |
| D                | Roy Herman          |                      | definitivo (svincolato)      |
| A                | Ahmed Abed          | Ironi Tiberias       | definitivo (?)               |
| D                | Leo Benbenisti      |                      | aggregato dalle giovanili    |
| C                | Ariel Cohen         | Hapoel Kfar Saba     | rientro prestito             |
| C                | Noam Bonnet         | Hapoel Akko          | rientro prestito             |
| C                | Roee Alkokin        | Maccabi Herzliya     | rientro prestito             |
| C                | Daniel David Tzadik | Hapoel Rishon LeZion | rientro prestito             |
| Altre operazioni |                     |                      |                              |
| R.               | Nome                | da                   | Modalità                     |
| C                | Ohad Hazut          | Hapoel Akko          | definitivo (?)               |
| A                | Sami Adam           |                      | aggregato dalle giovanili    |
| P                | Ido Sharon          | Hapoel R. HaSharon   | rientro prestito             |
| P                | Lior Gliklich       | Hapoel Rishon LeZion | rientro prestito             |
| D                | Amir Ella           | Hapoel Nof HaGalil   | rientro prestito             |
| A                | Ido Elmichly        | Kafr Qasim           | rientro prestito             |
| P                | David Alon          | Maccabi Sha'arayim   | rientro prestito             |
| D                | Tom Ahi Mordechai   | Hapoel Holon         | rientro prestito             |
| D                | Ilay Krispi         | Hapoel Kfar Shalem   | rientro prestito             |
| C                | Sabastian Hernandez | Hapoel Marmorek      | rientro prestito             |
| A                | Guy Michaeli        |                      | aggregato dalle giovanili    |
| A                | Amit Lemkin         |                      | aggregato dalle giovanili    |

| Cessioni         | Cessioni            | Cessioni               | Cessioni                |
| R.               | Nome                | a                      | Modalità                |
| ---------------- | ------------------- | ---------------------- | ----------------------- |
| A                | Hisham Layous       | Maccabi Tel Aviv       | definitiva (900 mila €) |
| A                | Mavis Tchibota      |                        | definitiva (svincolato) |
| A                | Alen Ožbolt         |                        | definitiva (svincolato) |
| D                | Raz Meir            |                        | definitiva (svincolato) |
| A                | Bubacarr Tambedou   |                        | definitiva (svincolato) |
| D                | Bryan Passi         | Mafra                  | definitiva (?)          |
| C                | Ihab Ganayem        | Maccabi Bnei Reineh    | definitiva (?)          |
| A                | Omer Senior         | Hapoel Hadera          | definitiva (?)          |
| C                | Noam Bonnet         |                        | svincolato              |
| D                | Leo Benbenisti      | Shimshon Tel Aviv      | definitiva (?)          |
| A                | Omri Altman         | Volo                   | prestito                |
| C                | Elian Rohana        | Hapoel Petah Tiqwa     | prestito                |
| A                | Liad Ramot          | Maccabi Giaffa         | prestito                |
| P                | Roy Baranes         | Hapoel Kfar Shalem     | prestito                |
| D                | Maks Čelić          |                        | svincolato              |
| P                | Emilijus Zubas      |                        | svincolato              |
| C                | Dan Einbinder       |                        | definitiva (svincolato) |
| D                | Or Blorian          |                        | fine prestito           |
| C                | Daniel David Tzadik |                        | svincolato              |
| Altre operazioni |                     |                        |                         |
| R.               | Nome                | da                     | Modalità                |
| P                | David Alon          |                        | definitiva (svincolato) |
| C                | Ohad Hazut          | Hapoel Akko            | definitivo (?)          |
| P                | Lior Gliklich       |                        | definitiva (svincolato) |
| A                | Ido Elmichly        | Hapoel Nof HaGalil     | definitiva (?)          |
| D                | Ilay Krispy         | Hapoel Ra'anana        | definitiva (?)          |
| C                | Sabastian Hernandez | Hapoel Marmorek        | definitiva (?)          |
| D                | Amir Ella           | Beitar N. Gerusalemme  | prestito                |
| A                | Sami Adam           | Maccabi Kabilio Giaffa | prestito                |
| D                | Tom Ahi Mordechai   |                        | definitiva (svincolato) |

### Sessione invernale
| Acquisti         | Acquisti          | Acquisti           | Acquisti                  |
| R.               | Nome              | da                 | Modalità                  |
| ---------------- | ----------------- | ------------------ | ------------------------- |
| C                | Henrique Jocú     | Feirense           | definitivo (?)            |
| D                | Shahar Piven      | Hapoel Gerusalemme | definitivo (?)            |
| A                | Itamar Shviro     | Maccabi Natanya    | prestito                  |
| A                | Rotem Hatuel      | Hapoel Be'er Sheva | prestito                  |
| A                | Yaakov Brihon     |                    | definitivo (svincolato)   |
| A                | Omri Altman       | Volo               | interruzione prestito     |
| A                | Liad Ramot        | Maccabi Giaffa     | interruzione prestito     |
| Altre operazioni |                   |                    |                           |
| R.               | Nome              | da                 | Modalità                  |
| D                | Ofer Gelbard      |                    | aggregato dalle giovanili |
| C                | Yuval Cohen       |                    | aggregato dalle giovanili |
| D                | Avi Turgeman      |                    | aggregato dalle giovanili |
| P                | Dor Benyamini     |                    | aggregato dalle giovanili |
| A                | Ron Talmi         |                    | aggregato dalle giovanili |
| A                | Ange Drone Kouame |                    | aggregato dalle giovanili |
| D                | Yishay Brosh      |                    | aggregato dalle giovanili |

| Cessioni         | Cessioni    | Cessioni            | Cessioni |
| R.               | Nome        | a                   | Modalità |
| ---------------- | ----------- | ------------------- | -------- |
| A                | Omri Altman | Maccabi Bnei Reineh | prestito |
| D                | Tal Archel  | Hapoel Kfar Saba    | prestito |
| A                | Liad Ramot  | Hapoel Nof HaGalil  | prestito |
| A                | Sagi Genis  | Hapoel Ra'anana     | prestito |
| Altre operazioni |             |                     |          |
| R.               | Nome        | a                   | Modalità |
|                  |             |                     |          |

## Risultati

### Liga Leumit

#### Regular season
| Arbitro: | Azar |

|                    |           |            |
| Jan 70’ Zrihan 86’ | Marcatori | 55’ Turiel |

| Arbitro: | Bondarev |

|                      |           |                      |
| Cohen 16’ Turiel 58’ | Marcatori | 48’ Azubel 72’ Golan |

| Arbitro: | Odeh |

|            |           |                       |
| Salifu 76’ | Marcatori | 20’ Dudu 85’ Binyamin |

| Arbitro: | Amdorsky |

|             |           |            |
| Makarić 62’ | Marcatori | 90+20’ Abu |

| Arbitro: | Klein |

|                               |           |                                              |
| Rayan 18’ Dahan 45’ Rayan 73’ | Marcatori | 13’ Turiel 69’ Korine 78’ Turiel 87’ Antonić |

| Arbitro: | Bondarev |

|                                   |           |  |
| Makarić 15’ Makarić 57’ Sahar 78’ | Marcatori |  |

| Arbitro: | Kelz |

|            |           |            |
| Godwin 57’ | Marcatori | 15’ Rotman |

| Arbitro: | Shtain |

|            |           |                                 |
| Kanyuk 37’ | Marcatori | 54’ Naor 56’ Makarić 64’ Rotman |

| Arbitro: | Azar |

|  |           |          |
|  | Marcatori | 64’ Taha |

| Arbitro: | Levi |

|  |           |          |
|  | Marcatori | 85’ Abed |

| Arbitro: | Rubin |

|                                 |           |  |
| Cohen 34’ Rotman 62’ Rotman 77’ | Marcatori |  |

| Arbitro: | Berman |

|                            |           |                       |
| Hagani 29’ Julio César 42’ | Marcatori | 13’ Korine 35’ Korine |

| Arbitro: | Shtain |

|                                      |           |           |
| Naor 35’ Rotman 38’ Magbo 62’ (aut.) | Marcatori | 86’ Ramot |

| Arbitro: | Azar |

|              |           |            |
| Schwartz 54’ | Marcatori | 24’ Turiel |

| Arbitro: | Tzino |

|                      |           |           |
| Cohen 10’ Turiel 58’ | Marcatori | 90’ Broun |

| Arbitro: | Kelz |

|                                   |           |  |
| Cuperman 2’ Korine 81’ Korine 83’ | Marcatori |  |

| Arbitro: | Levi |

|  |           |              |
|  | Marcatori | 50’ Binyamin |

| Arbitro: | Levi |

|                                                           |           |                        |
| Binyamin 7’ Makarić 85’ Turiel 90+3’ (rig.) Makarić 90+9’ | Marcatori | 39’ Baye 55’ Yeverbaum |

| Arbitro: | Shtain |

|  |           |            |
|  | Marcatori | 27’ Rotman |

| Arbitro: | Levi |

|                          |           |  |
| Brihon 45+1’ Makarić 63’ | Marcatori |  |

| Arbitro: | Kelz |

|             |           |            |
| Tzaadon 66’ | Marcatori | 89’ Hatuel |

| Arbitro: | Biran |

|                                                       |           |  |
| Makarić 7’ (rig.) Antonić 38’ Rotman 48’ Binyamin 51’ | Marcatori |  |

| Arbitro: | Bondarev |

|             |           |  |
| Makarić 81’ | Marcatori |  |

| Arbitro: | Azar |

|          |           |                            |
| Taha 14’ | Marcatori | 45+2’ Makarić 90+2’ Turiel |

| Arbitro: | Levi |

|                                 |           |  |
| Turiel 56’ Rotman 57’ Sahar 80’ | Marcatori |  |

| Arbitro: | Biran |

|  |           |                                  |
|  | Marcatori | 16’ Shviro 21’ Shviro 53’ Turiel |

| Arbitro: | Carmeli |

|                                        |           |  |
| Morgan 9’ Turiel 29’ (rig.) Shviro 45’ | Marcatori |  |

| Arbitro: | Odeh |

|  |           |                                    |
|  | Marcatori | 75’ Turiel 84’ Korine 90+4’ Korine |

| Arbitro: | Amdorsky |

|            |           |  |
| Turiel 52’ | Marcatori |  |

| Arbitro: | Levi |

|            |           |                                             |
| Itzhak 85’ | Marcatori | 1’ Turiel 4’ Nassar 39’ Shviro 45’ Binyamin |

Classificandosi al 1° posto in classifica dopo il termine della regular season, l'Hapoel Tel Aviv si è qualificato per i Promotion Playoff, insieme ad Hapoel Petah Tikva, Hapoel Kfar Shalem, Hapoel Ramat Gan, Bnei Yehuda, Maccabi Herzliya, Hapoel Kfar Saba ed Hapoel Rishon LeZion.

#### Promotion Playoff
| Arbitro: | Rubin |

|                                          |           |  |
| Shviro 1’ Turiel 13’ Turiel 45+3’ (rig.) | Marcatori |  |

| Tel Aviv 11 aprile 2025, ore 16:00 IDT 2ª giornata | Hapoel Tel Aviv | 0 – 0 referto | Hapoel Petah Tiqwa | Itztadion Bloomfield\| Arbitro: \| Bondarev \| |
| Arbitro:                                           | Bondarev        |               |                    |                                                |

| Arbitro: | Shtain |

|                    |           |  |
| Castro 51’ Clé 73’ | Marcatori |  |

| Arbitro: | Levi |

|             |           |  |
| Alkokin 39’ | Marcatori |  |

| Arbitro: | Carmeli |

|           |           |                     |
| Semel 45’ | Marcatori | 1’ Sahar 52’ Lemkin |

| Arbitro: | Ohayon |

|                                                      |           |  |
| Vaturi 31’ (aut.) Shviro 34’ Herman 42’ Binyamin 55’ | Marcatori |  |

| Arbitro: | Arad |

|  |           |                                   |
|  | Marcatori | 39’ Sahar 55’ Rotman 87’ Binyamin |

Con la 1° posizione ottenuta nei Promotions Playoffs, l'Hapoel Tel Aviv ha vinto il campionato e ottenuto la promozione in Ligat HaAl.

### Gvia HaMedina
L'Hapoel Tel Aviv ha cominciato la sua partecipazione alla Gvia HaMedina a partire dal settimo turno.

#### Settimo turno
Per il settimo turno, l'Hapoel Tel Aviv è stato accoppiato al Maccabi Jaffa.
| Arbitro: | Kelz |

|                |           |                          |
| Yerushalmi 69’ | Marcatori | 81’ Binyamin 89’ Makarić |

Con la vittoria per 2-1 sul Maccabi Giaffa, l'Hapoel Tel Aviv si è qualificato all'ottavo turno di Gvia HaMedina.

#### Ottavo turno
All'ottavo turno di Gvia HaMedina, l'Hapoel Tel Aviv affronterà l'Ironi Tiberias.
| Arbitro: | Shiloah |

|  |           |                        |
|  | Marcatori | 21’ Turiel 87’ Makarić |

Con la vittoria per 2-0 sull'Ironi Tiberias, l'Hapoel Tel Aviv si è qualificato agli ottavi di finale di Gvia HaMedina.

#### Ottavi di finale
Agli ottavi di finale di Gvia HaMedina, l'Hapoel Tel Aviv ha affrontato l'Hapoel Haifa.
| Arbitro: | Leiba |

|             |           |                     |
| Mayembo 80’ | Marcatori | 3’ Nassar 43’ Piven |

Con la vittoria per 2-1 sull'Hapoel Haifa, l'Hapoel Tel Aviv si è qualificato per i quarti di finale di Gvia HaMedina.

#### Quarti di finale
Ai quarti di finale di Gvia HaMedina, l'Hapoel Tel Aviv è stato accoppiato all'Hapoel Ramat Gan.
| Arbitro: | Levi |

|                     |           |  |
| 10’ Jocú 20’ Turiel | Marcatori |  |

Con la vittoria per 2-0 sull'Hapoel Ramat Gan, l'Hapoel Tel Aviv si è qualificato alle semifinali di Gvia HaMedina.

#### Semifinali
| Arbitro: | Levi |

|             |           |                                                                  |
| Alkokin 64’ | Marcatori | 15’ Garita 25’ Medeiros 42’ (aut.) Israelov 45’ Garita 90’ Biton |

Con la sconfitta subita per mano dell'Hapoel Beer Sheva con il punteggio di 1-5, l'Hapoel Tel Aviv è stato eliminato alle semifinali di Gvia HaMedina.

## Statistiche
Dati aggiornati al 13 maggio 2025.

### Statistiche di squadra
| Competizione    | Punti | In casa | In casa | In casa | In casa | In casa | In casa | In trasferta | In trasferta | In trasferta | In trasferta | In trasferta | In trasferta | Campo neutro | Campo neutro | Campo neutro | Campo neutro | Campo neutro | Campo neutro | Totale | Totale | Totale | Totale | Totale | Totale | DR  |
| Competizione    | Punti | G       | V       | N       | P       | Gf      | Gs      | G            | V            | N            | P            | Gf           | Gs           | G            | V            | N            | P            | Gf           | Gs           | G      | V      | N      | P      | Gf     | Gs     | DR  |
| --------------- | ----- | ------- | ------- | ------- | ------- | ------- | ------- | ------------ | ------------ | ------------ | ------------ | ------------ | ------------ | ------------ | ------------ | ------------ | ------------ | ------------ | ------------ | ------ | ------ | ------ | ------ | ------ | ------ | --- |
| Liga Leumit     | 72    | 15      | 12      | 2       | 1       | 35      | 8       | 15           | 10           | 4            | 1            | 30           | 14           | 0            | 0            | 0            | 0            | 0            | 0            | 30     | 22     | 6      | 2      | 65     | 22     | +43 |
| Promotion Group | 85    | 4       | 3       | 1       | 0       | 8       | 0       | 2            | 1            | 0            | 1            | 2            | 3            | 0            | 0            | 0            | 0            | 0            | 0            | 6      | 4      | 1      | 1      | 10     | 3      | +7  |
| Gvia HaMedina   | -     | 1       | 0       | 0       | 1       | 1       | 5       | 4            | 4            | 0            | 0            | 8            | 2            | 0            | 0            | 0            | 0            | 0            | 0            | 5      | 4      | 0      | 1      | 9      | 7      | +2  |
| Totale          | -     | 20      | 15      | 3       | 2       | 44      | 13      | 21           | 15           | 4            | 2            | 40           | 19           | 0            | 0            | 0            | 0            | 0            | 0            | 41     | 30     | 7      | 4      | 84     | 32     | +52 |

### Andamento in campionato

#### Regular season
| Giornata  | 1  | 2  | 3 | 4 | 5 | 6 | 7 | 8 | 9 | 10 | 11 | 12 | 13 | 14 | 15 | 16 | 17 | 18 | 19 | 20 | 21 | 22 | 23 | 24 | 25 | 26 | 27 | 28 | 29 | 30 |
| --------- | -- | -- | - | - | - | - | - | - | - | -- | -- | -- | -- | -- | -- | -- | -- | -- | -- | -- | -- | -- | -- | -- | -- | -- | -- | -- | -- | -- |
| Luogo     | T  | C  | T | C | T | C | T | T | C | T  | C  | T  | C  | T  | C  | C  | T  | C  | T  | C  | T  | C  | C  | T  | C  | T  | C  | T  | C  | T  |
| Risultato | P  | N  | V | N | V | V | N | V | P | V  | V  | N  | V  | N  | V  | V  | V  | V  | V  | V  | N  | V  | V  | V  | V  | V  | V  | V  | V  | V  |
| Posizione | 14 | 11 | 6 | 8 | 6 | 5 | 4 | 3 | 5 | 4  | 4  | 4  | 4  | 4  | 4  | 4  | 3  | 3  | 3  | 3  | 3  | 3  | 2  | 1  | 1  | 1  | 1  | 1  | 1  | 1  |

Legenda:

Luogo: C = Casa; T = Trasferta. Risultato: V = Vittoria; N = Pareggio; P = Sconfitta.

#### Promotion group
| Giornata  | 1 | 2 | 3 | 4 | 5 | 6 | 7 |
| --------- | - | - | - | - | - | - | - |
| Luogo     | C | C | T | C | T | C | T |
| Risultato | V | N | P | V | V | V | V |
| Posizione | 1 | 1 | 2 | 2 | 2 | 1 | 1 |

Legenda:

Luogo: C = Casa; T = Trasferta. Risultato: V = Vittoria; N = Pareggio; P = Sconfitta.

### Statistiche individuali
| Giocatore        | Liga Leumit | Liga Leumit | Liga Leumit | Liga Leumit | Gvia HaMedina | Gvia HaMedina | Gvia HaMedina | Gvia HaMedina | Totale   | Totale | Totale      | Totale     |
| Giocatore        | Presenze    | Reti        | Ammonizioni | Espulsioni  | Presenze      | Reti          | Ammonizioni   | Espulsioni    | Presenze | Reti   | Ammonizioni | Espulsioni |
| ---------------- | ----------- | ----------- | ----------- | ----------- | ------------- | ------------- | ------------- | ------------- | -------- | ------ | ----------- | ---------- |
| A. Abed          | 20          | 1           | 2           | 0           | 3             | 0             | 2             | 1             | 23       | 1      | 4           | 1          |
| R. Alkokin       | 29          | 2           | 4           | 0           | 4             | 1             | 0             | 0             | 33       | 3      | 4           | 0          |
| G. Antonić       | 31          | 2           | 4           | 0           | 3             | 0             | 0             | 0             | 34       | 2      | 4           | 0          |
| D. Benyamini     | 1           | 0           | 0           | 0           | 0             | 0             | 0             | 0             | 1        | 0      | 0           | 0          |
| R. Binyamin      | 34          | 7           | 4           | 0           | 5             | 1             | 0             | 0             | 39       | 8      | 4           | 0          |
| Y. Brihon        | 8           | 1           | 0           | 0           | 1             | 0             | 0             | 0             | 9        | 1      | 0           | 0          |
| Y. Brosh         | 1           | 0           | 0           | 0           | 0             | 0             | 0             | 0             | 1        | 0      | 0           | 0          |
| A. Cohen         | 32          | 3           | 2           | 0           | 4             | 0             | 0             | 0             | 36       | 3      | 2           | 0          |
| Y. Cohen         | 1           | 0           | 0           | 0           | 0             | 0             | 0             | 0             | 1        | 0      | 0           | 0          |
| D. Cuperman      | 17          | 1           | 0           | 0           | 1             | 0             | 0             | 0             | 18       | 1      | 0           | 0          |
| Dudu             | 10          | 1           | 2           | 0           | 0             | 0             | 0             | 0             | 10       | 1      | 2           | 0          |
| O. Gelbard       | 2           | 0           | 0           | 0           | 0             | 0             | 0             | 0             | 2        | 0      | 0           | 0          |
| R. Hatuel        | 15          | 1           | 4           | 0           | 1             | 0             | 0             | 0             | 16       | 1      | 4           | 0          |
| R. Herman        | 13          | 1           | 1           | 0           | 3             | 0             | 1             | 0             | 16       | 1      | 2           | 0          |
| O. Israelov      | 11          | 0           | 2           | 0           | 1             | 0             | 1             | 0             | 12       | 0      | 3           | 0          |
| H. Jocú          | 13          | 0           | 1           | 0           | 2             | 1             | 0             | 0             | 15       | 1      | 1           | 0          |
| E.Y. Kancepolsky | 16          | 0           | 2           | 0           | 3             | 0             | 1             | 0             | 19       | 0      | 3           | 0          |
| R. Korine        | 19          | 7           | 7           | 1           | 5             | 0             | 0             | 0             | 24       | 7      | 7           | 1          |
| A.D. Kouame      | 1           | 0           | 0           | 0           | 0             | 0             | 0             | 0             | 1        | 0      | 0           | 0          |
| A. Lemkin        | 8           | 1           | 1           | 0           | 0             | 0             | 0             | 0             | 8        | 1      | 1           | 0          |
| R. Levi          | 1           | 0           | 0           | 0           | 0             | 0             | 0             | 0             | 1        | 0      | 0           | 0          |
| R. Levkovich     | 26          | -18         | 3           | 0           | 4             | -6            | 0             | 0             | 30       | -24    | 3           | 0          |
| M. Makarić       | 26          | 10          | 3           | 0           | 5             | 2             | 0             | 0             | 31       | 12     | 3           | 0          |
| Z. Morgan        | 29          | 1           | 2           | 0           | 5             | 0             | 0             | 0             | 34       | 1      | 2           | 0          |
| G. Naor          | 35          | 2           | 6           | 0           | 5             | 0             | 1             | 0             | 40       | 2      | 7           | 0          |
| Y. Nassar        | 32          | 1           | 4           | 0           | 5             | 1             | 3             | 0             | 37       | 2      | 7           | 0          |
| S. Piven         | 15          | 0           | 6           | 0           | 4             | 1             | 2             | 0             | 19       | 1      | 8           | 0          |
| L. Rotman        | 36          | 9           | 3           | 0           | 5             | 0             | 1             | 0             | 41       | 9      | 4           | 0          |
| B. Sahar         | 22          | 3           | 0           | 0           | 2             | 0             | 0             | 0             | 24       | 3      | 0           | 0          |
| I. Sharon        | 10          | -7          | 1           | 0           | 1             | -1            | 0             | 0             | 11       | -8     | 1           | 0          |
| I. Shviro        | 15          | 6           | 0           | 0           | 2             | 0             | 0             | 0             | 17       | 6      | 0           | 0          |
| R. Talmi         | 1           | 0           | 0           | 0           | 0             | 0             | 0             | 0             | 1        | 0      | 0           | 0          |
| S. Turiel        | 30          | 16          | 2           | 0           | 4             | 2             | 0             | 0             | 34       | 18     | 2           | 0          |
| A. Turgeman      | 1           | 0           | 0           | 0           | 0             | 0             | 0             | 0             | 1        | 0      | 0           | 0          |
| I. Vaier         | 20          | 0           | 2           | 0           | 3             | 0             | 1             | 0             | 23       | 0      | 3           | 0          |
| T. Archel        | 4           | 0           | 0           | 0           | 0             | 0             | 0             | 0             | 4        | 0      | 0           | 0          |
| S. Genis         | 7           | 0           | 0           | 0           | 0             | 0             | 0             | 0             | 7        | 0      | 0           | 0          |